# Cercobrachys cree
Cercobrachys cree is een haft uit de familie Caenidae. De wetenschappelijke naam van de soort is voor het eerst geldig gepubliceerd in 2002 door Sun, Webb & McCafferty.
De soort komt voor in het Nearctisch gebied.